# 伴郎
伴郎，又稱為男儐相，是在婚禮之中，協助新郎打點各項事務的男性，也是男儐相之首，通常是新郎的最好朋友或者親屬。世界上不少國家、地區和民族的婚禮上都有伴郎。

## 伴郎的職責
一般包括：
- 協助新郎策劃婚禮
- 於婚禮前後和婚宴時協助、照顧新郎，例如整理服裝、提點新郎等
- 帶領其他男儐相和迎賓者
- 有突發事件時隨機應變
- 接待賓客、主持婚禮等。

在現代華人婚禮、婚宴上，伴郎還需要：
- 陪同新郎到新娘家接新娘時，與男儐相們一起與女儐相們議定開門紅包的金額，一般為吉祥數字
- 於婚宴上為新郎擋酒
- 帶領「鬧新人」或「鬧新房」的活動，帶動氣氛的同時要拿捏分寸，以免讓新人過於尷尬或不悅

以上職責常會有其他男儐相一同協助伴郎處理。

### 中國漢族傳統婚禮（士昏禮）
中國古代漢族傳統婚禮稱為士昏禮相當於伴郎的角色稱為「御」，《儀禮·士昏禮》就有提到御在古代昏禮（婚禮）的作用，古代的御多是新郎的侍者、弟弟或較新郎年紀稍幼的同輩或晚輩。
婚禮：
- 於新人行同牢禮時為新娘浇水盥洗（新郎則由伴娘澆水盥洗）[1]
- 在新郎的對面為新娘設席[2]
- 接住新娘換下的禮服[3]
- 在室中西南角為新娘铺设卧席[4]
- 與伴娘一起撤出燈燭，吃新娘在同牢禮餘下的食物[5]

婚後禮：
- 侍奉新娘祭豆、黍、肺、举肺脊[6]
- 吃新娘撤置於房中的餘食[7]

### 歐美白色婚禮
歐洲、美國的白色婚禮典型的伴郎職責包括：
- 為新郎安排婚前派對
- 確保新郎準時到達婚禮禮堂
- 確保有攜帶婚戒（通常會於婚禮前交給伴郎保管），並於交換婚戒儀式前交給新郎和新娘
- 擔任證婚人
- 於婚禮中致辭並感謝伴娘（常會表現幽默和對新郎稍為戲謔）
- 向新郎、新娘祝酒
- 以鋁罐、絲帶等裝飾結婚花車

### 日本傳統婚禮
日本傳統婚禮中相當於伴郎的稱為「添婿」。

### 朝鮮傳統婚禮
朝鮮傳統婚禮伴郎職責：
- 在推雁禮前交給新郎一把白扇子用作推雁
- 引導伴郎行禮
- 斟合巹酒交給新郎
- 於大桌（專為新郎、新娘準備的筵席）為新郎斟酒

### 蒙古族婚禮
蒙古族婚禮伴郎職責（页面存档备份，存于）：
- 在婚前第二次設宴（送羊宴）上唱歌
- 新郎迎娶時與新郎一起騎馬前往女家
- 與新郎一起持哈達向女家長輩敬酒
- 新郎、新娘行禮後，與新郎一起和乘馬歡送親隊伍，並與女家送親隊伍搶先到男家

### 塔吉克族婚禮
塔吉克族的婚禮上，伴郎要為新郎穿上結婚禮服，到了女家，與伴娘對唱，回應伴娘的問題，要對答如流，伴娘才會開門讓新郎進去迎娶新娘。

### 東鄉族婚禮
東鄉族婚禮中的伴郎職責：
- 和新郎把梳和篦交給正在梳妝打扮的新娘
- 與新郎一起到廚房向廚師、眾多幫忙的婦女及岳母說：「色倆目」（真主保佑）。
- 被婦女們用鍋底灰抹臉
- 在婚禮上成為女方青年耍笑逗樂的對象

### 藏族婚禮
藏語把伴郎稱為「巴薩」，在新郎到新娘家迎親時要和新郎一起向新娘的父母及亲戚献哈达、敬酒、道吉祥，然後催促新娘启程。

## 伴郎的起源

### 東亞
東亞婚禮的伴郎源自中國古代的士昏禮，在婚禮上，媵（伴娘）、御（伴郎）分別為女家和男家的代表，在婚禮上互换方位、互交盥、互馂食，表示一個信任的交換。有人認為是怕雙方互投毒，就以此作為憑證。後來演變成表示互信的儀式，並影響日本、朝鮮半島等地的傳統婚禮。

### 西方
西方的伴郎起源可追溯至古羅馬時代，有兩種說法，兩種都是說法用來混淆加害新人者的視線：
- 一種說法是認為惡魔會因為妒忌而加害新人，伴郎穿著跟新郎相似的衣服，就是為了迷惑惡魔，令惡魔分不出誰是真正的新郎。
- 另一種說法是富貴人家怕有人加害新人，於是找殺手、保鑣裝扮成新郎的樣子，讓敵人難以分辨，無從下手。

## 外部連結
- 古代結婚禮儀--結婚禮儀習俗
- 何彼襛矣，唐棣之华——汉民族传统婚礼及复兴方案
- 《中國少數民族婚喪風俗》[永久]
- 感受克罗地亚民族婚礼 伴郎负责"赎回"新娘鞋子（页面存档备份，存于）
- 苗族说亲习俗
- 婚禮部落
- 民族生活習俗民族歷史請況（页面存档备份，存于）
- 《漢家基本礼仪》重新梳理的婚礼仪程
- 日本婚禮相關文章（日文）
- 掀开中国朝鲜族婚礼神秘面纱（页面存档备份，存于）
- 韩国传统婚礼
- 中國風俗之奇異獨特的婚俗（页面存档备份，存于）
- 西部藏文化中女性崇拜因素和遗存
- 伴郎伴娘的起源